# Expedition Bismarck
Expedition Bismarck ist ein Dokumentarfilm aus dem Jahr 2002, der für den Discovery Channel von Andrew Wight und James Cameron produziert wurde. Cameron führt dabei zusammen mit Gary Johnstone auch Regie. Der Film begleitet eine Expedition zum Wrack der im Zweiten Weltkrieg versenkten Bismarck und arbeitet die Ereignisse, die zum Sinken des Schiffs geführt haben, digital auf. 2003 erhielt der Film einen Emmy in der Kategorie Bester Tonschnitt.

## Inhalt
James Cameron und sein Team nehmen mit dem Forschungsschiff Akademik Mstislaw Keldysch von Kiel aus die gleiche Route wie einst die Bismarck. An Bord sind auch zwei Überlebende des 1941 versenkten Schlachtschiffes, Walter Weintz und Karl Kuhn. An der Unglücksstelle wird ein Kranz in Andenken an die deutschen und britischen Opfer zu Wasser gelassen. In einem ersten Tauchgang mit dem U-Boot Mir wird das Schiffswrack in 5000 Metern Tiefe aufgespürt. Die Kommandobrücke hat sich beim Sinken abgetrennt und steht kopfüber vom Wrack entfernt. Auch kann die fernlenkbare Sonde Elwood ein Flugzeug im Hangar des Wracks aufspüren. Beim nächsten Tauchgang wird das Steuerruder entdeckt, das womöglich durch einen Torpedo zerschossen wurde. Man nimmt nun an, dass dies der Grund für die Manövrierunfähigkeit des Schiffes war und somit das Ende eingeläutet hatte. Die Forscher vermuten, dass das Schiff womöglich von der Besatzung selbst versenkt wurde, da ein eindeutiger Hinweis für Torpedoversenkung fehlt. Zum Schluss wird eine Gedenktafel in das Wrack abgelassen.